# La madre muerta
Pour plus de détails, voir Fiche technique et Distribution.
La madre muerta est un film espagnol réalisé par Juanma Bajo Ulloa, sorti en 1993.

## Synopsis
Un criminel tue un restaurateur de tableaux pendant un cambriolage et laisse sa fille blessée. Vingt ans plus tard, celle-ci vit, muette, dans une institution.

## Fiche technique
- Titre : La madre muerta
- Réalisation : Juanma Bajo Ulloa
- Scénario : Juanma Bajo Ulloa et Eduardo Bajo Ulloa
- Musique : Bingen Mendizábal
- Photographie : Javier Aguirresarobe
- Montage : Pablo Blanco
- Société de production : Gasteizko Zinema
- Société de distribution : Caro-Line Distribution (France)
- Pays :  Espagne
- Genre : Drame et thriller
- Durée : 105 minutes
- Dates de sortie : 
  -  Italie : 2 septembre 1993 (Mostra de Venise)
  -  Espagne : 14 janvier 1994
  -  France : 3 avril 1996

## Distribution
- Karra Elejalde : Ismael
- Ana Álvarez : Leire
- Lio : Maite
- Sílvia Marsó : Blanca
- Elena Irureta : la directrice
- Gregoria Mangas : Mme. Millas

## Distinctions
Le film a été nommé pour quatre prix Goya et a remporté celui des effets spéciaux.